# Drom Tönpa
| Tibetische Bezeichnung               |
| ------------------------------------ |
| Tibetische Schrift: འབྲོམ་སྟོན་པ་        |
| Wylie-Transliteration: 'brom ston pa |

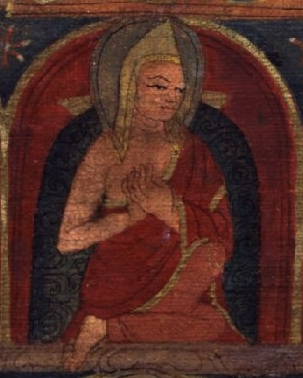
Drom Tönpa

Drom Tönpa Gyelwe Chungne (tib.: 'brom ston pa rgyal ba'i 'byung gnas; auch: Dromtonpa, Drömtönpa; geb. 1004/1005; gest. 1064 im Radreng-Kloster) war einer der bedeutendsten Schüler Atishas. 1056/1057 gründete Drom Tönpa das Kloster Radreng nördlich von Lhasa, das zum Hauptzentrum der Kadam, der ersten Sarma-Tradition des Buddhismus in Tibet wurde. Drom Tönpa gilt aus diesem Grund auch als „Gründer der Kadam-Tradition“. Von ihm wurden drei Überlieferungslinien von Lamrim-Unterweisungen weitergegeben (gzhung pa ba; lam rim pa; man ngag pa).